# ヴォート人
ヴォート人（英：Votes、ヴォート語：vađđalaizõd）は、ロシア北西部イングリアのボーティアに住むフィン・ウゴル系民族である。ウラル語族フィン・ウゴル語派バルト・フィン諸語に属すヴォート語を母語とする。ヴォート語は消滅寸前だが、ボーティアの3つの村（Jõgõperä (Krakolye), Liivcülä (Peski),　Luuditsa (Luzhitsy)）で幾分かの人々によってまだ話されている。ノヴゴロドの創設民族の一つである。

## 概要
金髪碧眼であるスカンジナビア人種の容貌を持つコーカソイドであるが、モンゴロイドの遺伝子であるハプログループNも低頻度でもっている。